# Consultation populaire
La consultation populaire est le nom donné, en Belgique, au référendum consultatif organisé en 1950 sur le retour du roi Léopold III. Un référendum est contraignant, tandis que la consultation populaire ne l'est pas.

## Contexte
En qualité de chef des armées, le roi Léopold III annonce la capitulation de la Belgique le 28 mai 1940. 
En septembre 1940, l'ambassadeur belge à Bâle, le comte d'Ursel, envoie des instructions aux diplomates belges à l'étranger leur indiquant que la Belgique n'a aucune obligation de s'allier avec la France ou le Royaume-Uni, contrairement à ce que soutient le gouvernement Pierlot III. Il leur demande en outre de rétablir les relations avec les représentants diplomatiques de l'Allemagne et d'entretenir dorénavant avec eux des « relations courtoises ». Puisque la Belgique n'est plus en guerre avec l’Allemagne, « nous devons être corrects, c'est une question de tact ».
D'Ursel ne faisait pas mystère de ce que ces instructions avaient été rédigées en haut lieu et, dans un courrier privé adressé à certains collègues, il en indiquait les auteurs, en l'occurrence les conseillers diplomatiques de Léopold III, qui avaient agi sur instruction de Léopold lui-même.
Conduit en Allemagne au lendemain du débarquement des forces alliées de juin 1944, Léopold III est libéré par les Américains en 1945 ; mais la perspective de son retour en Belgique et sur le trône entraîne une vive opposition au sein de la population, dont une importante partie lui reproche son attitude, jugée trop conciliante envers l'occupant durant la guerre. 
Pour trancher la question royale, le gouvernement organise le 12 mars 1950 une consultation populaire sur le retour du roi. Le référendum décisionnel n'est pas permis par la Constitution belge, mais des consultations non contraignantes aux niveaux provincial et local elles le sont. Léopold III s'engage cependant personnellement à ne rentrer au pays que si au moins 55 % de la population se prononcent en faveur de son retour. 
Il y a 2 933 382 Belges (57,68 %) qui se déclarèrent en faveur de ce retour, 2 151 881 (42,32 %) contre. Cette consultation révéla une fracture nette entre les deux principaux groupes linguistiques du pays, 72,2 % des Flamands se montrant favorables au retour du souverain alors que 58 % des Wallons et 52 % des Bruxellois se déclarèrent contre. Après six ans d'exil, fort des résultats de la consultation, Léopold III revient à Bruxelles le 22 juillet mais les manifestations « antiléopoldistes » se multiplièrent immédiatement dans la capitale et en Wallonie. Les tensions entre partisans et opposants menaçant gravement l'unité du pays, Léopold III décide de transmettre ses pouvoirs à son fils Baudouin le 31 juillet.
Le terme de « consultation » fut utilisé en cette circonstance parce que la Constitution belge n'autorise pas l'organisation de référendums décisionnels, à la fois pour des raisons juridiques et politiques, que cette consultation populaire allait justement mettre en évidence. Les résultats opposèrent fortement la Flandre, où le Parti catholique, plus à droite, soutint le oui, et la Wallonie, où la Résistance, les socialistes, les communistes, les libéraux, certains mouvements chrétiens et la FGTB prônèrent le non. La Flandre, numériquement majoritaire, fit pencher la balance en faveur du roi pour l'ensemble du pays. 
L'abdication du roi Léopold III et le transfert de ses pouvoirs à son fils illustrent pour certains le principe de « compromis à la belge » mais est souvent perçu, en particulier en Flandre, comme le résultat d'un déni de démocratie. À la suite de la crise politique et communautaire engendrée par cet épisode historique et de la nouvelle crise communautaire qui résulta de l'instauration d'une frontière linguistique dessinée sur base de lois votées à la majorité simple, la réforme de l'État de 1970 a introduit un système de majorité dite « spéciale », fondée sur une majorité des deux tiers, au niveau national, et d'une majorité simple, dans chaque groupe linguistique, pour les matières dans lesquelles des considérations d'ordre communautaire pourraient affecter les décisions et nuire à l'une des communautés ou prendre le pas sur l'intérêt supérieur ou l'unité de la nation.

## Résultats

### Résultats de la consultation en Wallonie
Résultats dans 13 des 20 arrondissements wallons.
| Arrondissements | Non  | Oui  |
| --------------- | ---- | ---- |
| Arlon           | -    | 66 % |
| Neufchâteau     | -    | 65 % |
| Dinant          | -    | 60 % |
| Verviers        | -    | 60 % |
| Mons            | 69 % | -    |
| Charleroi       | 67 % | -    |
| Soignies        | 66 % | -    |
| Liège           | 65 % | -    |
| Nivelles        | 62 % | -    |
| Huy             | 58 % | -    |
| Thuin           | 57 % | -    |
| Tournai         | 54 % | -    |
| Namur           | 51 % | -    |

Le non, 58 %, l'emporta surtout dans la Wallonie urbaine et industrielle mais aussi dans les régions plus rurales où, même quand le oui l'emporte, il l'emporte plus faiblement qu'en Flandre. Si l'on examine les provinces de Wallonie au sens d'aujourd'hui, on remarque que trois provinces sur cinq (le Hainaut, le Brabant wallon, Liège) répondent non. Le résultat est plus tangent dans la province de Namur, où le oui ne l'emporte que de justesse et c'est seulement au Luxembourg qu'il dépasse les 60 % alors que la moyenne du oui en Flandre dépasse 70 %. Les trois provinces wallonnes du non représentent près de 80 % de la population wallonne.
Trois des cinq provinces wallonnes d'aujourd'hui votèrent dans le même sens ; la province de Liège, avec 59 % des voix (bien que l'arrondissement de Verviers vota oui, sans doute à cause du poids des Germanophones, plus conservateurs), la province de Hainaut, à 64 % et l'actuelle province du Brabant wallon, à 65 %.
La province de Namur vota oui mais à 53 % seulement (l'arrondissement de Namur vota non), et la province de Luxembourg vota oui (à 65 %)
Neuf des treize arrondissements wallons, les plus peuplés, votèrent non, les moins peuplés oui (sauf celui de Verviers).
On admet généralement que le comportement teinté d'attentisme du roi Léopold III durant la guerre dressa contre lui un grand nombre de Wallons, tout à la fois marqués par l'adhésion au socialisme, au communisme, aux courants libéraux ou encore par la participation plus forte à la Résistance. Il y a aussi le fait que les soldats wallons avaient été maintenus avec le statut de prisonnier de guerre en Allemagne. Le pourcentage de prisonniers par rapport à la population étant le plus souvent supérieur à 2 % de chaque arrondissement (sauf dans une partie de celui d'Arlon et dans les cantons germanophones), alors qu'il est de quelques par milliers en Flandre et à Bruxelles (les prisonniers de guerre bruxellois furent également rapatriés).

### Résultats de la consultation en Flandre
Résultats dans 16 des 22 arrondissements flamands.
| Arrondissements | Non | Oui  |
| --------------- | --- | ---- |
| Roeselare       | -   | 85 % |
| Turnhout        | -   | 84 % |
| Tongeren        | -   | 84 % |
| Hasselt         | -   | 82 % |
| Sint-Niklaas    | -   | 78 % |
| Dendermonde     | -   | 78 % |
| Ieper           | -   | 76 % |
| Oostende        | -   | 73 % |
| Brugge          | -   | 72 % |
| Gent            | -   | 71 % |
| Kortrijk        | -   | 70 % |
| Aalst           | -   | 70 % |
| Mechelen        | -   | 70 % |
| Oudenaarde      | -   | 67 % |
| Leuven          | -   | 66 % |
| Antwerpen       | -   | 63 % |

En Flandre par province le moins bon résultat en faveur du roi fut obtenu dans la province d'Anvers avec un pourcentage cependant de 68 %, supérieur à celui (65 % de voix) de la province de Luxembourg.
Tous les arrondissements flamands votèrent oui, dans une proportion supérieure à tous les arrondissements wallons, sauf Anvers qui est dépassé par les arrondissements moins peuplés d'Arlon et Neufchâteau.

### Résultats de la consultation dans l'arrondissement de Bruxelles
Dans l'arrondissement Bruxelles (qui correspondait a peu de chose près à l'actuelle région de Bruxelles-Capitale et l'arrondissement de Hal-Vilvorde), le non l'emporta à 52 % des voix.